# Нура (Акмолинская область)
Нура́ (каз. Нұра) — село в Целиноградском районе Акмолинской области Казахстана. Входит в состав сельского округа Кабанбай батыра. Код КАТО — 116665500.

## География
Село расположено на правом берегу реки Нура, в южной части района, на расстоянии примерно 44 километров (по прямой) к юго-востоку от административного центра района — села Акмол, в 8 километрах к юго-востоку от административного центра сельского округа — села Кабанбай батыра.
Абсолютная высота — 354 метров над уровнем моря.
Ближайшие населённые пункты: село Рахымжана Кошкарбаева — на северо-западе, село Сарыадыр — на северо-востоке, село Ахмет — на юге.
Близ села проходит автодорога республиканского значения — Р-3 «Астана — Темиртау».

## Население
В 1989 году население села составляло 126 человек (из них казахи — 100%).

В 1999 году население села составляло 147 человек (72 мужчины и 75 женщин). По данным переписи 2009 года в селе проживало 160 человек (84 мужчины и 76 женщин).
| Численность населения | Численность населения | Численность населения |
| 1989                  | 1999                  | 2009                  |
| --------------------- | --------------------- | --------------------- |
| 126                   | ↗147                  | ↗160                  |